# William Scoresby
William Scoresby (Whitby, 5 ottobre 1789 – Torquay, 21 marzo 1857) è stato un esploratore e scienziato britannico.

## Biografia

### Primi anni
Nacque a Whitby nello Yorkshire, la stessa cittadina in cui era nato James Cook. Suo padre, William Scoresby Sr. (1760 - 1829), fece fortuna nella pesca delle balene artiche. Fece il suo primo viaggio con il padre a dieci anni ma al ritorno riprese a studiare a scuola dove rimase fino al 1803. In seguito divenne il compagno costante di suo padre e lo accompagnò come capitano della baleniera Resolution quando il 25 maggio 1806 riuscì a raggiungere 81° 30' N. lat. (19 E. long), per ventun anni la più elevata latitudine nord raggiunta nell'emisfero est. Durante i mesi invernali, Scoresby seguiva i corsi di filosofia naturale e chimica all'Università di Edimburgo venendo in contatto con eminenti scienziati dell'epoca quali John Playfair, John Leslie e Robert Jameson.
Nel suo viaggio del 1807 Scoresby iniziò lo studio della meteorologia e della storia naturale delle regioni polari. I primi risultati includevano le sue osservazioni originali sulla neve e sui cristalli; e nel 1809 Robert Jameson portò all'attenzione della Wernerian Natural History Society di Edimburgo alcune mappe dell'Artico. La Società a quel punto lo elesse suo membro.

### Gioventù
Nel 1811 il padre gli affidò il comando della Resolution, nello stesso anno sposò la figlia di un fornitore di navi di Whitby. Nel suo viaggio del 1813 osservò per la prima volta che l'oceano polare aveva una temperatura più calda a profondità  notevoli che sulla sua superficie, e in ogni viaggio successivo in cerca di balene era sempre desideroso di ampliare il sapere scientifico con nuove scoperte. Le sue lettere di questo periodo a Sir Joseph Banks, di cui fece conoscenza pochi anni prima, diedero senza dubbio il primo impulso alla ricerca per il passaggio a nord-ovest che seguì.
Nel 1819 Scoresby guadagnò l'elezione come membro della Royal Society di Edimburgo, e circa nello stesso periodo inviò un saggio alla Royal Society di Londra: "Sull'Anomalia nella Variazione dell'Ago Magnetico". Nel 1820 pubblicò Una relazione sulle regioni Artiche e sulla Pesca di Balene a Nord, in cui raccolse i risultati delle sue osservazioni così come quelle dei precedenti navigatori.
Nella primavera del 1822 la baleniera Baffin, appositamente costruita per la navigazione nell'Artico, salpò da Liverpool. Dapprima navigò al largo delle coste delle isole Svalbard, trovandovi poche balene si diresse verso sud-ovest fino ad incontrare la Corrente della Groenlandia orientale, lo entusiasmò l'idea di avvicinarsi alla costa groenlandese per cercare tracce dello colonizzazione islandese e norvegese come molti compatrioti era convinto che si potessero trovare, sulla costa orientale della Groenlandia, i resti di Østerbygd, il leggendario inseldiamento norvegese di cui si parla nelle saghe degli Islandesi.
Nel suo viaggio del 1822 in Groenlandia Scoresby fece ricerche e tracciò con notevole precisione 400 miglia della costa est, tra 69° 30' e 72° 30', contribuendo in questo modo alle prime vere ed importanti conoscenze geografiche della Groenlandia orientale. Questo, comunque, si dimostrò l'ultimo dei suo viaggi nell'Artico. Al suo ritorno venne a conoscenza della morte della moglie, e quest'evento, insieme ad altre influenze che agivano sul suo spirito di natura pio, lo spinsero ad entrare nella Chiesa.

### Carriera religiosa
Scoresby studiò teologia al Queen's College a Cambridge. Prese i voti nel 1825 e diventò vicario a Bassingby nello Yorkshire. Nel frattempo fu pubblicato ad Edimburgo il suo Diario di Viaggio della Pesca di Balene a Nord, comprese Ricerche e Scoperte sulla Costa Est della Groenlandia (1823). L'adempimento ai suoi doveri ecclesiastici a Bassingby, e successivamente a Liverpool, ad Exeter e a Bradford, non gli impedì di proseguire il suo interesse nella scienza. Nel 1824 la Royal Society lo elesse come membro e nel 1827 diventò un membro onorario corrispondente dell'Accademia delle Scienze di Parigi, mentre nel 1839 ottenne il titolo di "Dottore in teologia" (Doctor Divinitatis, abbreviato in D.D.).

### Produzione scientifica
Dall'inizio Scoresby lavorò come membro attivo e funzionario della British Association for the Advancement of Science, e contribuì in particolar modo alle conoscenze sul magnetismo terrestre. Dei suoi sessanta lavori nella Royal Society ne figurano molti più o meno in relazione con questo campo di ricerca. Ma le sue osservazioni si estesero in molti altri campi, comprese delle ricerche sull'ottica. Al fine di ottenere informazioni aggiuntive per le sue teorie sul magnetismo fece un viaggio in Australia nel 1856 a bordo della sfortunata e con scafo di ferro Royal Charter, i cui risultati apparvero in una pubblicazione postuma: Diario di Viaggio in Australia per Ricerche sul Magnetismo, curata da Archibald Smith (1859). Fece due viaggi in America, nel 1844 e nel 1848; al suo ritorno a casa dall'ultimo viaggio fece delle osservazioni di gran valore sull'altezza delle onde dell'Atlantico, i cui risultati furono dati alla British Association. Si interessò molto di questioni sociali, specialmente del miglioramento delle condizioni degli operai in fabbrica. Pubblicò inoltre numerose opere e lavori di carattere religioso.
Nel 1850 Scoresby pubblicò un lavoro che incoraggiava la prosecuzione delle ricerche per la spedizione perduta di Franklin e forniva i risultati della sua esperienza durante la navigazione artica.
Scoresby sposò tre donne di seguito. Dopo il suo terzo matrimonio (1849) costruì una villa a Torquay, dove morì il 21 marzo 1857.

## Pubblicazioni
- 1820 An Account of the Arctic  Regions  with  a History and Description of the Northern Whale-Fishery
- 1823 Journal of a Voyage to the Northern Whale-Fishery

## Curiosità
Il cratere lunare Scoresby è chiamato così in suo onore.